# Walldürn
Walldürn – miasto w Niemczech, w kraju związkowym Badenia-Wirtembergia, w rejencji Karlsruhe, w regionie Rhein-Neckar, w powiecie Neckar-Odenwald, siedziba związku gmin Hardheim-Walldürn. Leży ok. 30 km na północny wschód od Mosbach, przy drogach krajowych B27, B47 i linii kolejowej Osterburken–Miltenberg.

## Współpraca
Miejscowości partnerskie:
- Küllstedt, Turyngia
- Montereau-Fault-Yonne, Francja
- Szentgotthárd, Węgry